# 維多利亞 (明尼蘇達州)
維多利亞（英語：Victoria）是一個位於美國明尼蘇達州卡弗縣的城市。

## 人口
根據2020年美國人口普查的數據，維多利亞的面積為27.70平方千米，當中陸地面積為22.57平方千米，而水域面積為5.13平方千米。當地共有人口10546人，而人口密度為每平方千米381人。